# San Sebastián Tenango
San Sebastián Tenango är en ort i Mexiko.   Den ligger i kommunen Teopantlán och delstaten Puebla, i den sydöstra delen av landet, 130 km sydost om huvudstaden Mexico City. San Sebastián Tenango ligger 1 243 meter över havet och antalet invånare är 4 798.
Terrängen runt San Sebastián Tenango är huvudsakligen kuperad, men söderut är den platt. Runt San Sebastián Tenango är det glesbefolkat, med 18 invånare per kvadratkilometer. San Sebastián Tenango är det största samhället i trakten. I omgivningarna runt San Sebastián Tenango växer huvudsakligen savannskog.